# Judo na Igrzyskach Wspólnoty Narodów 2002
Turniej judo na Igrzyskach Wspólnoty Narodów 2002, odbył się w dniach 30 lipca–1 sierpnia 2002 w kompleksie Gemex.

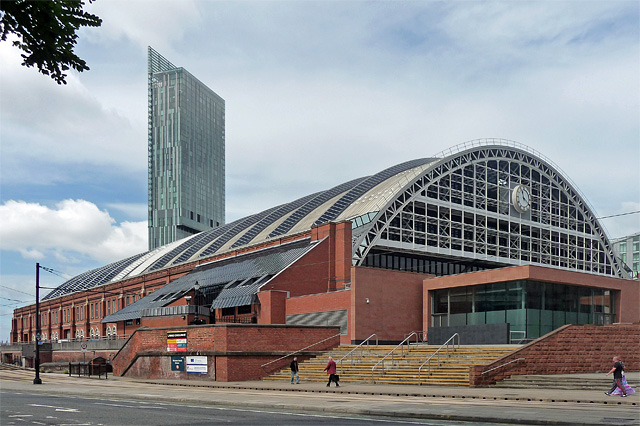
Hala

## Klasyfikacja medalowa
Gospodarz zawodów został zaznaczony kolorem.
| Miejsce | Państwo           |    |    |    | Razem |
| ------- | ----------------- | -- | -- | -- | ----- |
| 1       | Anglia            | 8  | 4  | 1  | 13    |
| 2       | Kanada            | 2  | 2  | 4  | 8     |
| 3       | Australia         | 2  | 0  | 3  | 5     |
| 4       | Szkocja           | 1  | 3  | 6  | 10    |
| 5       | Fidżi             | 1  | 0  | 1  | 2     |
| 6       | Walia             | 0  | 2  | 4  | 6     |
| 7       | Indie             | 0  | 1  | 1  | 2     |
| 8       | Irlandia Północna | 0  | 1  | 0  | 1     |
| .       | Cypr              | 0  | 1  | 0  | 1     |
| 10      | Nigeria           | 0  | 0  | 4  | 4     |
| 11      | Kamerun           | 0  | 0  | 2  | 2     |
| 12      | Nowa Zelandia     | 0  | 0  | 1  | 1     |
| 13      | Mauritius         | 0  | 0  | 1  | 1     |
| Razem   | Razem             | 14 | 14 | 28 | 56    |

## Medaliści

### Mężczyźni
| Konkurencja: | Złoto:             | Srebro:                       | Brąz:                              |
| −60kg        | Craig Fallon       | Akram Shah                    | Gary Cole Daniel Simard            |
| −66kg        | James Warren       | David Somerville              | Timothy Davies Bhupinder Singh     |
| −73kg        | Tom Hill           | Christodoulos Christodoulides | Lee McGrorty Jean-François Marceau |
| −81kg        | Graeme Randall     | Thomas Cousins                | Luke Preston Tim Slyfield          |
| −90kg        | Winston Gordon     | Keith Morgan                  | Steven Vidler Rostand Melaping     |
| −100kg       | Nicolas Gill       | Sam Delahay                   | Antonio Felicité Martin Kelly      |
| Ponad 100kg  | Nacanieli Qerewaqa | Daniel Sargent                | Daniel Rusitovic Emeka Onyemaechi  |

### Kobiety
| Konkurencja: | Złoto:             | Srebro:           | Brąz:                                        |
| −48kg        | Carolyne Lepage    | Clare Lynch       | Fiona Robertson Alice Livinus                |
| −52kg        | Georgina Singleton | Lisa Bradley      | Karen Cusack Angela Raguz                    |
| −57kg        | Mária Pekli        | Jennifer Brien    | Luce Baillargeon Sophie Cox                  |
| −63kg        | Karen Roberts      | Sarah Clark       | Bilkisu Yusif Claire Scourfield              |
| −70kg        | Samantha Lowe      | Catherine Roberge | Amanda Costello Sisilia Naisiga              |
| −78kg        | Michelle Rogers    | Joanna Melen      | Jacynthe Maloney Christelle Okodombe Foguing |
| Ponad 78kg   | Simone Callender   | Angharad Sweet    | Stephanie Hart Eunice Ekeoubi                |